# 糟谷健二
糟谷 健二（かすや けんじ、1995年8月4日 - ）は、日本の俳優である。
東京都出身。オフィスワタナベ所属。
趣味はバスケットボール、空手、読書。

## 出演

### テレビドラマ
- 土曜ワイド劇場 事件11（2004年、テレビ朝日）宏樹 役
- 電池が切れるまで（2004年、テレビ朝日）佐々木翼 役
- こちら本池上署4 第3話（2004年、TBS）神崎悟 役
- みんな昔は子供だった（2005年、フジテレビ）畑山ワタル 役
- チャレンジド（2009年、NHK）村瀬響 役
  - チャレンジド〜卒業〜 前後編（2011年）
- ハガネの女 season2 第4話（2011年、テレビ朝日）上級生 役
- 水戸黄門第43部 第13話「冴えない男の恩返し -松坂-」（2011年10月17日、TBS / C.A.L）

### その他のテレビ番組
- のりものスタジオ（テレビ東京）
- ドレミノテレビ（2003年、NHK教育テレビ）ドレミキッズ
- NHK高校講座・家庭総合（2011年4月22日 - 2014年2月27日、NHK教育テレビ）